# 山野美容専門学校

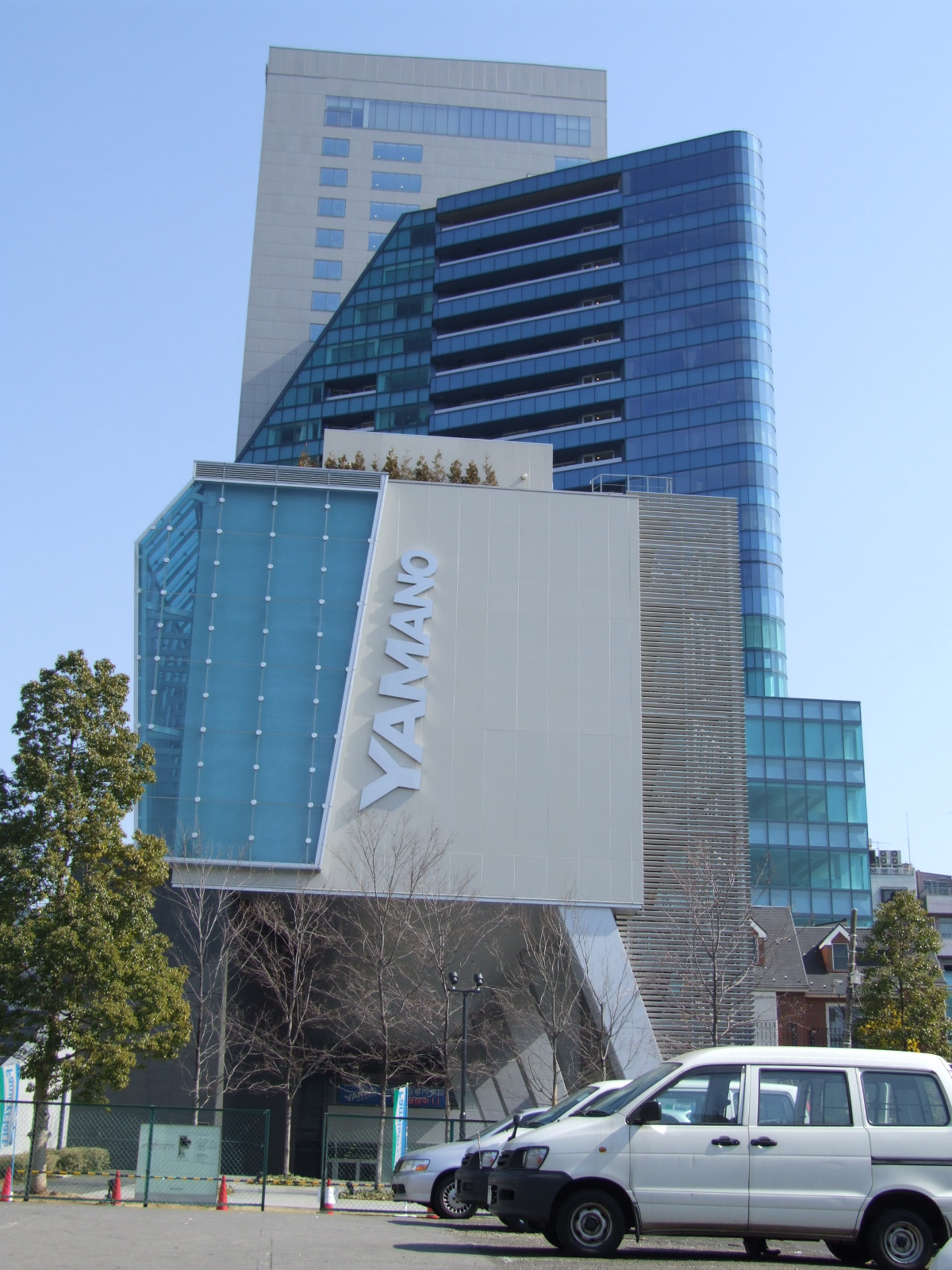
山野美容専門学校

山野美容専門学校（やまのびようせんもんがっこう）は、東京都渋谷区代々木にある専修学校。設置者は学校法人山野学苑。

## 沿革
- 1934年（昭和 9年）　山野愛子、前身の山野美容講習所を開校
- 1948年（昭和23年）　国際山野高等美容学院に改称
- 1977年（昭和52年）　専修学校として認可、山野美容専門学校に改称

## 取得資格
美容師国家試験受験資格

## おもな卒業生
- 野沢道生（1983年卒）
- 宮村浩気（1987年卒）
- 大久保美幸（1988年卒）
- 黒澤貴郎（1990年卒）
- 萬久明（1991年卒）
- 田中宥久子
- 原田忠
- Chica
- 華原朋美(中退)
- 三科光平